# Brazilská kosmická agentura

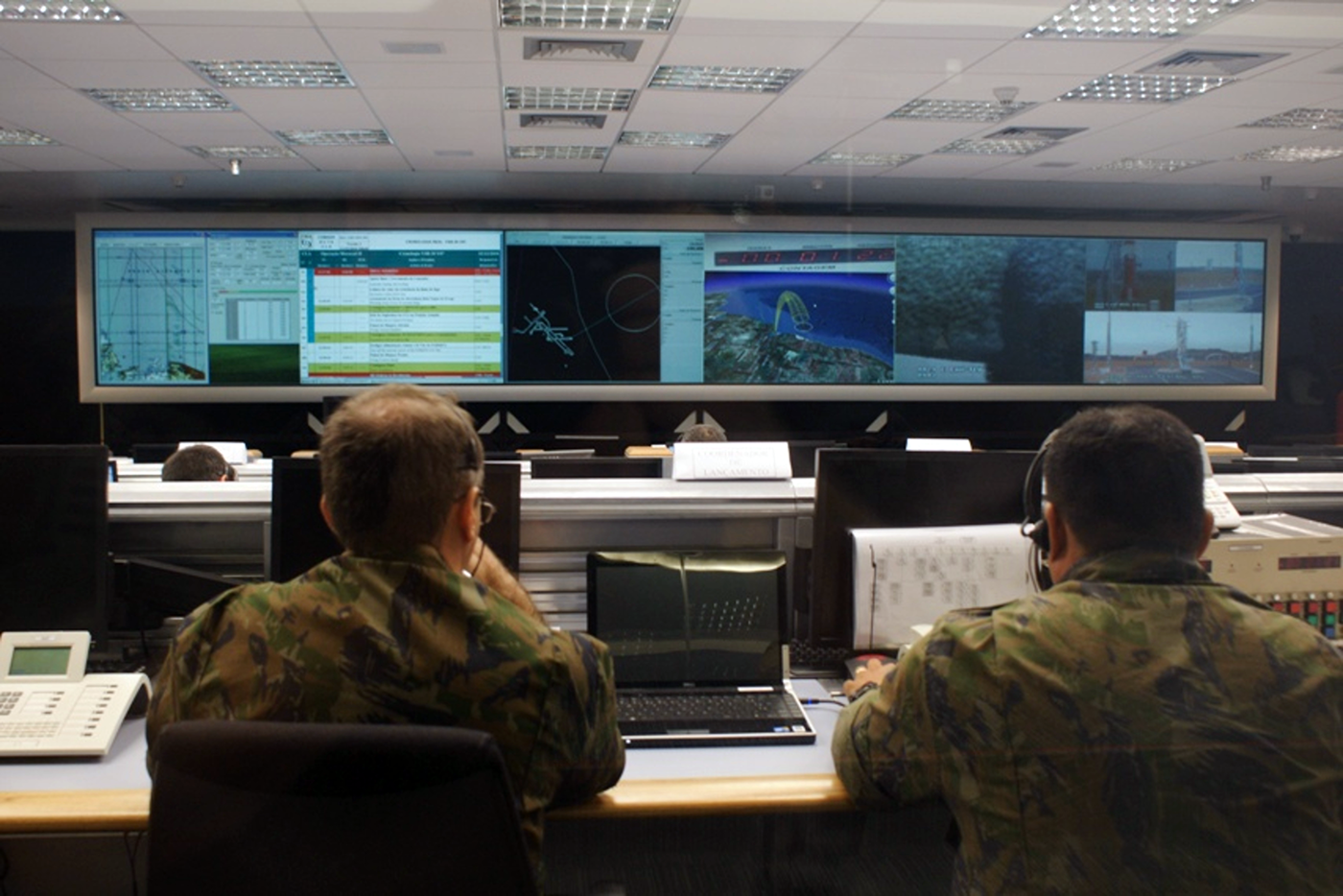
Řídící středisko Brazilské kosmické agentury v kosmodromu Alcântara.

Brazilská kosmická agentura se v originále jmenuje Instituto Nacional de Pesquisas Espacias (odvozená zkratka INPE). Název se překládá jako Národní Institut pro Vesmírný Výzkum (z anglického The National Institute for Space Research). INPE byla vytvořena převážně z podnětů mnoha Brazilců, kteří se chtěli spolupodílet na vesmírném výzkumu v 50. letech dvacátého století.

## Historie
Historie INPE je podobně jako v mnoha jiných případech propletena vznikem mnoha jiných organizacích, na kterých pak INPE vyrostla. Počátek je situován do 3. srpna 1961, kdy brazilský prezident Jânio Quadros podepsal výnos o vytvoření Organizační skupinu národní komise pro výzkum vesmíru (Organizing Group for the National Commission on Space Activities, což je zkracováno na COGNAE - zkratka pochází ale ze španělského originálu) jako oddělení Národního výzkumného centra (National Research Council - CNPq). Spojením těchto dvou organizací pak vznikla právě INPE.
COGNAE, později známa jako CNAE a ještě později jako INPE, začala se svými aktivitami na poli shromažďování dostupných informací o vesmírných letech a o možnostech konstrukce a vyslání vlastního satelitu. Výzkumný program rozvinutý CNAE se soustředil do laboratoří v Sao José dos Campos. Dnes má INPE i vlastní studijní areál, kde se studenti a vědci zaobírají otázkami gravitace, vakua a atmosféry (převážně studií ionosféry pomocí raket odpalovaných z Barreira do Inferno).
22. dubna 1971 došlo k další významné události v historii INPE, na základě prezidentského výnosu byla INPE předána z rukou armády do civilní sféry vlivu. INPE se tak stala státní vědeckou organizací přímo podřízenou prezidentovi Brazilské republiky. Z oblasti vojenské techniky se začaly více dostávat do popředí projekty civilní, jako budování atmosférických sond či komunikačních satelitů, pozemských observatoří a dalších (podle aktuálních potřeb Brazílie). Rozběhly se projekty jako MESA (série satelitů na sledování počasí a pořizování fotografií povrchu), dále SERE (pro sledování komunikace a leteckého provozu) a SACI (komunikační série satelitů). V 70. letech tyto projekty plně zaměstnávaly pracovníky INPE.
15. května 1985 bylo vytvořeno Ministerstvo Vědy a Technologií, INPE se stala jednou z jeho součástí se zvláštním postavením, jelikož INPE si mohla ponechat samostatnost v otázkách financí a struktury. V průběhu 80. let se rozběhly projekty MECB, čínsko-brazilský projekt sond pro geologický průzkum Země, AMZ (výzkum Amazonského pralesa) a CPTEC (program na sledování klimatu a jeho změn). Také rozvinula spolupráci s jinými zeměmi, které pronikaly do vesmíru. V této dekádě byly založeny i LIT laboratoře pro specializované aktivity Brazilského vesmírného programu.
V 90. letech minulého století pokračovalo naplnění brazilského snu, jež vyústilo v roce 1993 vysláním prvního brazilského satelitu pomocí brazilského nosiče. Jednalo se o SCD-1. V roce 1998 byl vyslán druhý satelit (SCD-2). Poté následovaly ještě satelity CBERS-1 a SACI-1. Dnes se Brazílie spolupodílí s dalšími 16 zeměmi na budování Mezinárodní vesmírné stanici (ISS). V roce 2006 se podařilo vyslat prvního brazilského kosmonauta – Marcose Pontese – na ISS.